# 算法全能集
《算法全能集》，是明代长沙人贾通所著的关于数学算法的书籍。

## 内容
- 《总说五项》，关于钱粮、，斤称、田亩、度量衡。

- 《常用法二十项》，内容包括加法、减法、乘法、除法、归法、归除、求一、商除、异乘同除、就物抽分、差分、和合差分、斤称、

堆垛、仓窖、田亩、修筑、开平方等
全书重点说明算法，每一算法前，一歌诀开篇，用筹算运算，但口诀的应用，对珠算的普及有相当大的影响